# Agnessteg

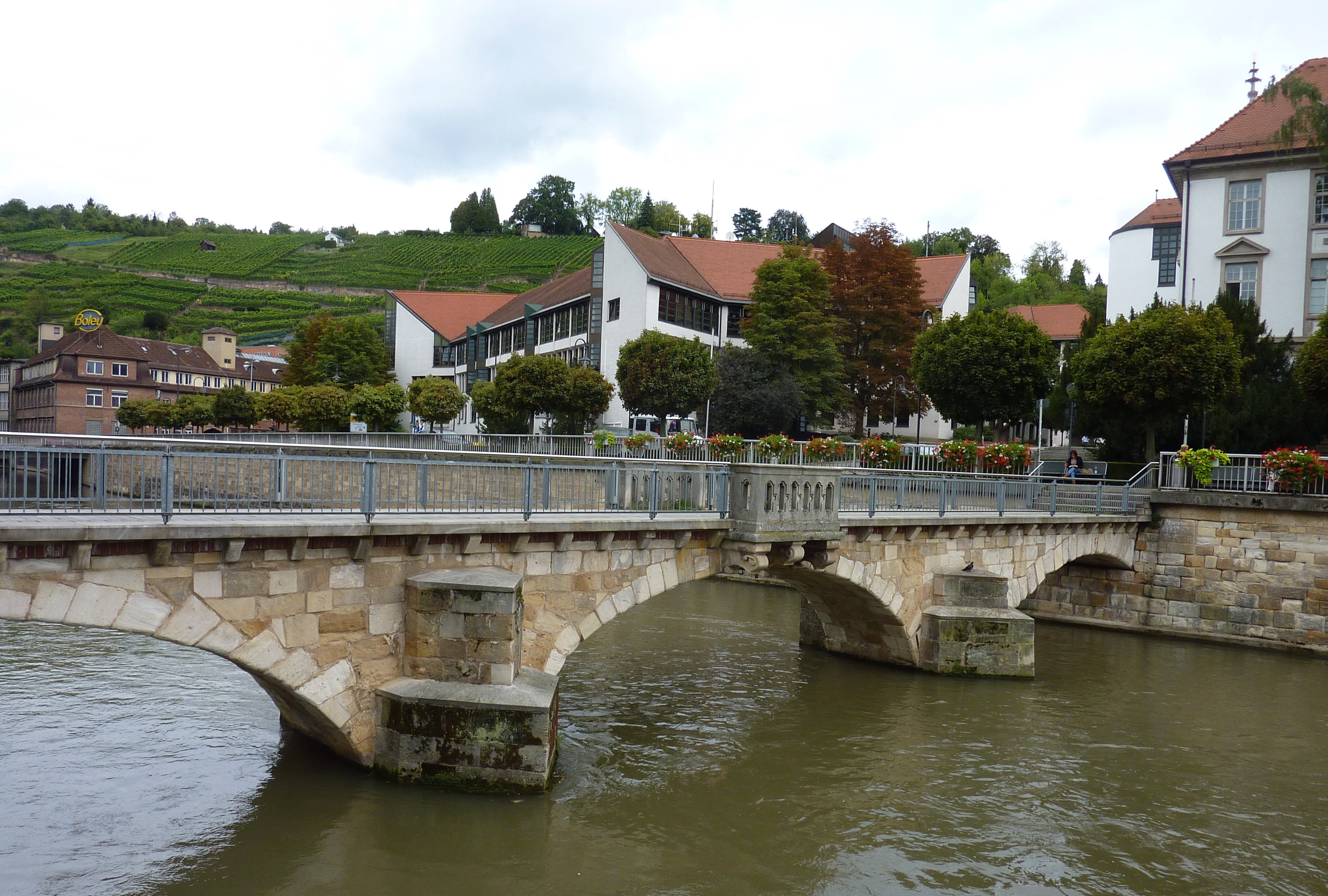
Blick Richtung Agnespromenade

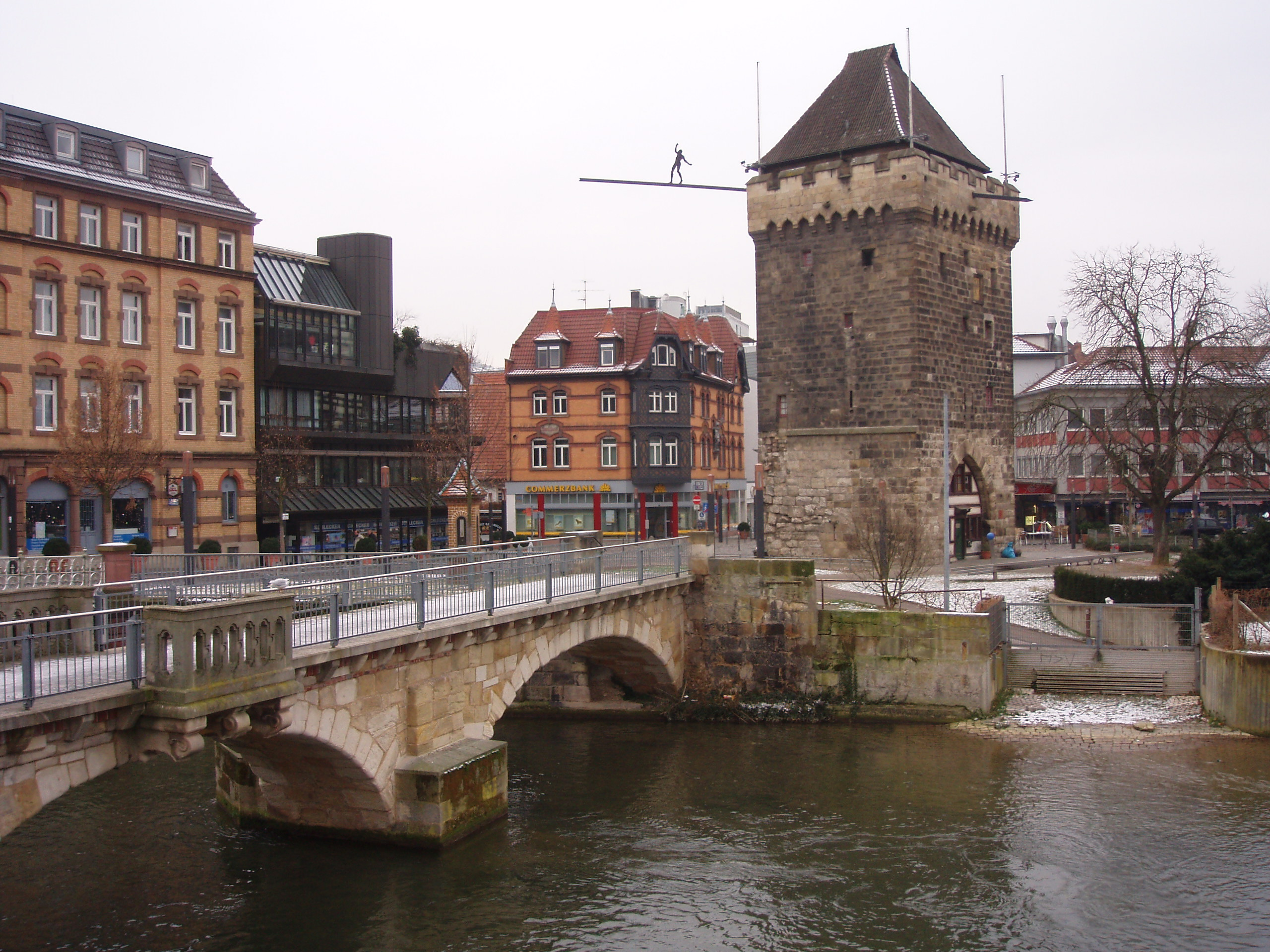
Blick Richtung Bahnhofstraße

Der Agnessteg in Esslingen am Neckar ist ein alter Kanalübergang, der das Stadtzentrum mit den Schelzgärten verband.

## Geschichte
Esslingen wird von einem Kanalsystem, das dem ursprünglichen Lauf des Neckars zu verdanken ist, durchzogen: Der Hammerkanal teilt sich kurz vor der Maille in Roß- und Wehrneckarkanal; die verschiedenen Arme dieser Kanäle vereinigen sich am anderen Ende der Maille wenige Meter vor der St.-Agnes-Brücke wieder zu einem relativ breiten Abschnitt. Spätestens seit dem 16. Jahrhundert gab es hier bei der St.-Agnes-Kapelle im Anschluss an das Agnestörle einen Übergang über diesen Kanalabschnitt, zunächst in Form einer Holzbrücke, ab 1579 durch eine steinerne Bogenbrücke mit zwei Pfeilern. Diese wurde 1744 durch ein Hochwasser zerstört, danach aber wieder aufgebaut. Vermutlich erhielt der Agnessteg in dieser Phase seine barocken Brückenbalkone. 1893 hätte er nach Errichtung der wenige Meter kanalaufwärts parallel verlaufenden St.-Agnes-Brücke abgerissen werden können; er wurde jedoch aufgrund seines Alters und seiner dekorativen Wirkung schon damals als erhaltenswert angesehen. Im Gegensatz zur St.-Agnes-Brücke ist er von Fahrzeugen nicht nutzbar.
Die Brückenpfeiler besitzen Eisbrecher; Spuren einer von zwei Figuren gehaltenen Kartusche sind hier sichtbar. Die ursprüngliche steinerne Brüstung des Agnesstegs wurde etwa 1857 durch ein Geländer aus Eisen ersetzt, das im Jahr 2005 seinerseits wieder ersetzt wurde.